# جايكوب بارنيت
جايكوب بارنيت (بالإنجليزية: Jacob Barnett)‏ (ولد في 26 مايو عام 1998) هو طفل عبقري وطالب دكتوراه في الفيزياء عند عمر عامين، تم تشخيصه بمرض التوحد وتولي والديه مهمه تعليمه. 
ظهر جايكوب في عرض Ted talks. 

## طفولته
عانى جايكوب وهو في سن صغير من التوحد لذلك اشرف والديه على تعليمه بأنفسهما. لان والده كان يراه ان طريقة تعلم الطفل طريقة غير صحيحة وعلى الطفل ان يكتشف ويرجع ذكاء جايكوب من مرض التوحد التحق بجامعة إنديانا - جامعة بوردو إنديانابوليس وهو في سن الثانية عشر، متخطيًا سبعة سنوات دراسية كاملة ودرست مناهج الحساب التي تدرس في المدارس في أسبوعين فقط. وفي سن الخامسة عشر ألتحق ببرنامج ماجستير لمدة عام في معهد الفيزياء النظرية في واترلو في كندا وقد حاز على شهادتها سنة 2014، وهو الآن طالب دكتوراه في نفس المعهد.

## مؤلفات عنه
- كتبت والدته قصة حياته في كتاب .Kristine BARNETT, The Spark. A Mother's Story of Nurturing Genius, Random House Canada, 2013 [8][9]